# Apostolache
Apostolache község és falu Prahova megyében, Munténiában, Romániában. A hozzá tartozó települések:  Buzota, Mârlogea, Udrești és Valea Cricovului.

## Fekvése
A megye északkeleti részén található, a Subkárpátokban, a megyeszékhelytől, Ploieștitől, harminchét kilométerre északkeletre, a Cricovul Sărat folyó és a Chiojdeanca patak mentén.

## Története
A község a Măstănești nevet viselte, egészen 1594-ig, amikor egy Apostolache nevű fejedelmi főlovászmester és felesége, Voichița, adományából egy kolostort építését kezdték el a község területén, mely ekkor felvette az Apostolache nevet.
A 19. század végén a község Prahova megye Podgoria járásához tartozott és Mârlogea, Tisa valamint Buzota falvakból állt, 1556 lakossal.
1925-ös évkönyv szerint a lakossága 2178 fő volt.
1931-ben hozzácsatolták Valea Boului (a mai Valea Cricovului) falut is Gornet-Cricov községtől.
1950-ben közigazgatási átszervezés alapján, a Prahova-i régió Urlați rajonjához került, majd 1952-ben a Ploiești régió Mizil rajonjához csatolták.
1968-ban ismét megyerendszert vezettek be az országban, a község az újból létrehozott Prahova megye része lett. Ekkor került az irányítása alá Udrești falu, a megszüntetett Udrești községtől, valamint ekkor csatolták el tőle Tisa települést Sângeru községhez.

## Lakossága
| Nemzetiségek | 2002 | 2002   |
| ------------ | ---- | ------ |
| Románok      | 2262 | 96,17% |
| Romák        | 90   | 3,82%  |
| Összesen     | 2352 | 100,0% |

## Látnivalók
- Apostolache kolostor - 1645 és 1652 között épült, 1658 és 1661 között a tatárok lerombolták. III. György moldvai fejedelem támogatásával felépítették. Egy 1838-as földrengés súlyosan megrongálta, de 1850-ben ismét helyreállították. 1993-ban román és francia támogatók segítségével felújították.